# جون ماكي (لاعب كرة قدم أمريكية)
جون ماكي (بالإنجليزية: John Kevin Mackey) هو لاعب كرة قدم أمريكية أمريكي، ولد في 24 سبتمبر 1941 في نيويورك في الولايات المتحدة، وتوفي في 6 يوليو 2011 في بالتيمور في الولايات المتحدة بسبب خرف.

## وصلات خارجية
- جون ماكي على موقع كلية كرة السلة في سبورتس رفرنس.كوم (الإنجليزية)
- جون ماكي على موقع مرجع كرة القدم المحترفة.كوم (الإنجليزية)
- جون ماكي على موقع كلية كرة القدم في سبورتس رفرنس.كوم (الإنجليزية)
- جون ماكي على موقع الموسوعة البريطانية (الإنجليزية)
- جون ماكي على موقع إن إن دي بي (الإنجليزية)